# Gospostvo Lichtenvoorde
Gospostvo Lichtenvoorde v sedanji provinci Gelderland je bila samostojna gospoščina v grofiji Zutphen. Sestavljali so jo mesto Lichtenvoorde in vasi Zieuwent, Lievelde in Vragender z zaselki .

## Zgodovina
Lichtenvoorde je šele v 17. stoletju postalo samostojno gospostvo. Pred tem je bila del gospostva Borculo, čeprav je v njej oblikovala svoje skrbništvo. V Lichtenvoordeju je bil grad, ki je bil leta 1312 povod za bitko med Gijsbertom IV. Bronckhorstskim in münstrskim škofom Ludvikom II. Slednji je bil mnenja, da je Bronckhorstski zgradil grad na njegovem območju brez njegovega dovoljenja, medtem ko je Bronckhorstski trdil, da spada pod območje grofa Gelderskega in ga ima v fevdu od grofa. Kasneje v 14. stoletju je tudi samo gospostvo Borculo prišlo v roke Bronckhorstskih.
Ko je leta 1553 izumrla moška linija Bronckhorstskih, je izbruhnila bitka za posest gospostva med škofom Munstra in vojvodino Gelders. Šele leta 1615 je sodišče v Gelderlandu razsodilo v prid Geldersu in podelilo Borculo kot fevd Zutphena grofu Juriju Limburško-Stirumskemu, ki je bil poročen z Ermgard Wischsko, nečakinjo zadnjega grofa Bronkhorstskega. Istega leta je Lichtenvoorde prevzel Münster, toda leto kasneje, leta 1616 , so Lichtenvoorde zavzeli stanovi in grof Limburški-Stirumski je prav tako postal gospod Lichtenvoordeja. Dvakrat, leta 1665 in 1672, je münsterski škof Krištof Bernard Galenski (Bommenberend) zaman poskušal s svojo vojsko zavzeti gospostvo Borculo, vendar je Limburški-Stirumski obdržal fevd, ki ga je kupil leta 1641. Zaradi dolgov so morali gospostvo Borculo leta 1727 prodati in je prišel v roke Izabele Detlof, grofice Fleminške, poročene s poljskim princem Czartoriskim. Gospostvi Borculo in Lichtenvoorde je princ Viljem V. kupil 27. decembra 1776 za 600.000 guldnov od princa in princese Czartoriski. Tako je gospostvo v celoti prišlo v last Nassauskih. Eden od naslovov kralja Viljema-Aleksandra je torej še vedno "gospodar Lichtenvoordeja".

## Konec obdobja
Gospostvo Lichtenvoorde je bilo ukinjeno v francoskem obdobju in od leta 1813 do 1. januarja 2005 je bil Lichtenvoorde samostojna občina s središči Harreveld, Lichtenvoorde, Lievelde, Vragender in Zieuwent . Na ta dan je bila občina združena z Groenlo in vasjo Mariënvelde, ki je najprej pripadala (delno) občini Ruurlo, ter vasjo Zwolle, ki je pripadala občini Eibergen.